# Agdistinae
De Agdistinae zijn een onderfamilie van vlinders in de familie van de vedermotten (Pterophoridae).

## Geslacht
- Agdistis Hübner, 1825